# Garbanzos fritos
Los garbanzos fritos es una preparación culinaria básica que emplea el garbanzo (Cicer arietinum y generalmente pedrosillano), su preparación pasa por dos etapas. En una primera los garbanzos se cuecen hasta ablandar, y posteriormente se fríen en una sartén empleando para ello un medio graso caliente: aceite de oliva o manteca. La configuración de este plato es diferente a la tradicional ropa vieja española, que emplea carne cocida desmigada como acompañamiento. En este plato los garbanzos pueden provenir de los restos de un cocido, pueden ser preparados previamente en  un caldo, o de una conserva específica. La fritura en sartén suele acompañarse de pequeños tacos de panceta, jamón o chorizo en picadillo.  Suelen ser servidos calientes, regados con aceite de oliva y pimentón, a veces con tomate en salsa, o con huevo, o arroz.